# جزیره الکزندر (نوناووت)
جزیره الکزندر (نوناووت) (به انگلیسی: Alexander Island) یک جزیره در کانادا است که در نوناووت واقع شده‌است. جزیره الکزندر خالی از سکنه است.